# Mohamed Mehdi Benabdeljalil
Pour les articles homonymes, voir Benabdeljalil.
Mohamed Mehdi Ben Abdeljalil a été Secrétaire d’État chargé de la Production industrielle et des Mines du Maroc le 12 mai 1958 dans le Gouvernement Ahmed Balafrej.

## Sources